# Adelheid von Aquitanien

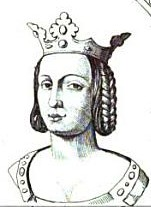
Adelheid von Aquitanien (Fantasieporträt aus Abel Hugos Histoire générale de France)

Adelheid von Aquitanien (französisch Adélaïde d’Aquitaine; * wohl 950; † 15. Juni wohl 1004) war durch Heirat Königin von Frankreich und Stammmutter der Kapetinger.

## Leben
Adelheid (auch Adelais) war die einzige Tochter des Herzogs Wilhelm III. von Aquitanien und dessen Ehefrau Adela von Normandie, einer Tochter des normannischen Jarl Rollo, Graf von Rouen, und dessen zweiter Frau Poppa von Bayeux. Adelheids Bruder war der Herzog Wilhelm IV. Eisenarm († 995/96).
Adelheid heiratete Hugo Capet, den ältesten Sohn des Dux Francorum Hugos „des Großen“ – gemeint ist hier „der Ältere“ – und dessen dritter Ehefrau Hadwig, Tochter des deutschen Königs Heinrich I. Die Ehe diente der Etablierung friedlicher Beziehungen zwischen den Robertinern, die ihre Machtbasis im Norden (Franzien) hatten, und den aquitanischen Herzögen, deren Herrschaftsbereich sich zwischen Loire, Rhone und Garonne erstreckte.
Aus der Ehe gingen vier Kinder hervor:
- Hedwig (Avoie, * wohl 969[5], † nach 1013) ⚭ um 996 Graf Reginar IV. von Hennegau und Mons († 1013) (Reginare)
- Gisela (* wohl 970[6], † um 1000) ⚭ vor 987 Hugo I. von Montreuil, Graf von Ponthieu
- Robert II. der Fromme (* 972, † 1031)
- Adelheid/Aelis (* wohl 973)

Als Erzieher ihres Sohns Robert bestellte Adelheid Gerbert von Aurillac, der später als Silvester II. Papst wurde. Unter dem Einfluss seiner Mutter erhielt Robert eine streng christliche Erziehung.
An der Seite ihres Gatten wurde Adelheid wohl am 3. Juli 987 in Noyon zur Königin von Frankreich gekrönt. In dieser Stellung blieb sie bis zu Hugo Capets Tod am 24. Oktober 996. Laut Gerbert von Aurillac nannte Hugo Capet sie „Gefährtin und Teilhaberin unseres Königtums“.
Die fromme Adelheid gründete die königliche Kapelle (Chapelle royale oder Sainte Chapelle) und spätere Kirche Saint-Frambourg in Senlis. Im 17. Jahrhundert wird ihr auch die Translation der Reliquien des heiligen Frambourg zugeschrieben, die nach anderen Quellen bereits ein Jahrhundert zuvor erfolgte. Ferner stattete Adelheid die auf ihre Initiative wiedererrichtete Abbaye de femmes in Argenteuil mit zahlreichen Gütern aus. Als Königinwitwe unterschrieb sie mehrere Urkunden ihres Sohns Robert, der nach dem Tod Hugo Capets neuer französischer König geworden war. Sie starb um 1004.